# Radulinus asprellus
Radulinus asprellus är en fiskart som beskrevs av Gilbert, 1890. Radulinus asprellus ingår i släktet Radulinus och familjen simpor. Inga underarter finns listade i Catalogue of Life.